# 토마스 스벤손
토마스 루나르 스벤손(스웨덴어: Tomas Runar Svensson, 1968년 2월 15일~)은 스웨덴의 핸드볼 선수, 지도자로 포지션은 골키퍼이다. 한드볼슬리간의 에스킬스투나 구이프에서 뛰다가 스페인과 독일에서 선수 생활을 했으며, FC 바르셀로나 소속 시절에 EHF 챔피언스리그 5회, 리가 아소발 5회 우승에 기여했다.
국제 대회에 스웨덴 국가대표로 뛰었으며, 올림픽에서 3연속으로 은메달(1992, 1996, 2000)을 획득했다. 또한 세계 선수권 대회 2회 우승, 유럽 선수권 대회 3회 우승을 달성했다. 국가대표 통산 331경기에 출전하면서 스웨덴 핸드볼 국가대표 골키퍼 최다 출전 기록을 세웠으며, 스웨덴 전체 선수 순위 3위에 해당한다.